# 地方自治
地方自治（ちほうじち）は、国の中に存在する地域・地方の運営について、地方の住民の意思に基づき行うことをいう。

## 概説
国は公正かつ普遍的な統治構造を維持するため、国家全体の運営について画一的、均一的運営を行うことが要請されるが、地方の実情や地方における住民からの要望は各地方によって様々であることからこれをすべて同一に運営することは不可能であり、地方の運営に当たっては地方の独自性を考慮する必要が生じる。
そこで、地方の総合的な運営は地方に委ね、国は国家に係る根幹的な事柄を担当し、かつ、国家全体の総合的な調整を図るという役割分担がなされることになる。すなわち、地方自治とは国による統治に対立する側面を有しており、住民自治（じゅうみんじち）と団体自治（だんたいじち）というふたつの概念を持つ。
住民自治は民主主義的側面、団体自治は自由主義的側面（地方分権的側面）として捉えられる。

### 住民自治
住民自治とは、地方自治はその地域社会の住民の意思によって行われるべきという概念である。

### 団体自治
団体自治とは、地方自治は国（中央政府）から独立した地域社会自らの団体（組織・機関）によって行われるべきという概念である。地方自治には権力分立としての側面があり、権力分立を国家全体についてみるとき中央と地方との関係では垂直的に権限分配されているとされる（垂直的分立）。
地方自治の類型としては、イギリスやアメリカなどで発達したアングロ・サクソン型（分権・分離型）とフランスなどで発達したヨーロッパ大陸型（集権・融合型）があるといわれる。

## 日本における地方自治

### 地方自治の本旨
日本の地方自治については日本国憲法第8章において定められている。
憲法第92条は「地方公共団体の組織及び運営に関する事項は、地方自治の本旨に基いて、法律でこれを定める。」こととしており、地方自治の原則を示している。なお、ここでいう地方自治の本旨とは、法律をもってしても侵害できない地方自治の核心部分を指すとされ、具体的には住民自治及び団体自治を指すとされる。
従って、地方公共団体そのものを廃止したり、地方議会を諮問機関とすることは違憲である。市町村制の廃止が違憲であるとする点では争いはほぼない。都道府県制については、二段階構造が制度上の要請であり、都道府県の廃止は違憲であるが、道州制ならば合憲であるとする説が有力である。
地方自治に関係する法令は数多く存在するが、これらは地方公共団体の組織及び運営に関するものと、地方公共団体の行う行政及び行政作用に関するものに大別することができる。なお、地方自治に関する基本的な事項については地方自治法により規定されている。

### 地方自治の法的性格
- 固有権説
個人が基本的人権を持つように、国家以前の固有の権利とする。
「固有の権利」の内容が曖昧である、「法律の留保」を認める92条と矛盾する、地方公共団体に固有権を認めると、単一性、不可分性をもつ国家の主権と矛盾するなどの批判がある。
- 伝来説
  - 承認説

国から伝来したものとし、国から与えられた範囲での権能であるので、国は地方自治の廃止をも含めて定めることが出来るとする。
地方自治が国の立法政策に大きく左右されてしまうという批判がある。
  - 制度的保障説-通説

国から伝来したものであり、憲法により、歴史的・伝統的・理念的な制度を保障されていて法律により廃止、制限できないとする。
地方自治権の最低限を保障するが、法律による制約を広く認めることになる。
制度の本質的内容・核心が何か不明であるという批判がある。

### 地方公共団体

#### 地方公共団体の意義
- 地方自治法上の地方公共団体

地方自治法上の地方公共団体には、普通地方公共団体と特別地方公共団体であり（地方自治法1条の3第1項）、普通地方公共団体には都道府県と市町村（地方自治法1条の3第2項）、特別地方公共団体には、特別区、地方公共団体の組合及び財産区（地方自治法1条の3第3項）がある。
- 憲法上の地方公共団体

憲法上の「地方公共団体」の定義について、1963年（昭和38年）の最高裁判所判決は「憲法が特に一章を設けて地方自治を保障するにいたつた所以のものは、新憲法の基調とする政治民主化の一環として、住民の日常生活に密接な関連をもつ公共的事務は、その地方の住民の手でその住民の団体が主体となつて処理する政治形態を保障せんとする趣旨」であるとし、この趣旨から憲法上の地方公共団体とは「単に法律で地方公共団体として取り扱われているということだけでは足らず、事実上住民が経済的文化的に密接な共同生活を営み、共同体意識をもつているという社会的基盤が存在し、沿革的にみても、また現実の行政の上においても、相当程度の自主立法権、自主行政権、自主財政権等地方自治の基本的権能を附与された地域団体であることを必要とするものというべきである」とし、東京都特別区は、日本国憲法第93条2項の地方公共団体にあたるものではなく、特別区の区長を公選にしなくても違憲ではないと判示した（最大判昭和38・3・27刑集17巻2号121頁）。

#### 地方公共団体の組織
日本国憲法第93条は「地方公共団体には、法律の定めるところにより、その議事機関として議会を設置する。」こととし、また、「地方公共団体の長、その議会の議員及び法律の定めるその他の吏員は、その地方公共団体の住民が、直接これを選挙する。」としている。これは、地方自治の実施主体である地方公共団体について、首長制による統治機構の構築と統治に携わる者の選任を規定することにより、地方自治における民主主義の確保を図っている。
しかし、議会を設置せず、その代わりに「選挙権を有する者の議会」（いわゆる町村総会）を設置することは違憲ではない（地方自治法94条）。

#### 地方公共団体の権能
日本国憲法第94条は「地方公共団体は、その財産を管理し、事務を処理し、及び行政を執行する権能を有し、法律の範囲内で条例を制定することができる。」こととしており、地方公共団体が地方に係る財産権、行政権（公権力を持つもの）及び立法権を保有することを規定している。

### 地方自治法で認められている住民の権利
- 直接請求
  - イニシアティブ（住民発案）
    - 条例の制定、改廃請求（地方自治法第74条）
    - 事務の監査請求（地方自治法第75条）

  - リコール
    - 住民投票が必要なもの
      - 議会の解散請求（地方自治法76条）
      - 議員の解職請求（地方自治法80条）
      - 長の解職請求（地方自治法81条）

    - 役員の解職請求（地方自治法86条)
      - 役員は、副知事・助役・出納長・収入役・選挙管理委員・監査委員・公安委員のこと。
- 住民監査請求
  - 住民は、長・委員会・職員について、違法もしくは不当な公金の支出等があると認めるときは、これを証する書面を添え、監査委員に対し監査を求めることが出来る（地方自治法242条1項）
  - 住民訴訟（地方自治法242条の2）

一般に、法律により間接・直接に根拠付けられていれば、住民は、その属する地方公共団体の役務の提供を受ける権利を有する。（直接的には地方自治法10条2項、根拠として他に日本国憲法第92条、地方自治法1条、日本国憲法第73条第6号、地方自治法2条2項等）

### 地方自治特別法
- 憲法第95条において「一の地方公共団体のみに適用される特別法は、法律の定めるところにより、その地方公共団体の住民の投票においてその過半数の同意を得なければ、国会は、これを制定することができない。」こととしており、国に対する地方公共団体の独立性を確保し、これにより地方自治制度そのものを担保している。

## イギリスにおける地方自治
イギリス（イングランド）の地方自治はディストリクト（District）と呼ばれる地方政府によって統治されている。住民は議会の議員を公選し議会の各常任委員会がそれぞれ行政各部を指揮するという方式がとられている（議会－委員会方式）。

## フランスにおける地方自治
フランスの地方自治はコミューン（Commune）と呼ばれる地方政府によって統治されている。住民は議会の議員を公選し、その議会の議員の公選によって議長が選ばれ、その議長が首長として唯一の執行機関となるという方式がとられている（議長＝首長方式）。

## アメリカにおける地方自治
アメリカにおける地方政府の機構は各州・各地域により異なる。方式としては二元代表制、理事会型（Commission Form）、議会-支配人型（Council-Manager Form）、首長-行政管理官型に分類される。